# Xtreme Drift the Series
Xtreme Drift the Series was een driftkampioenschap in Nederland. Het bestond sinds 2004 en is gestopt in 2007. Het was met 160 leden de grootste van Europa. Er zijn verschillende klasses:
- Pro Class Battle (nummer 1-16)
- Semi Pro Class Battle  (nummers 17-32)
- Clubman Class Battle (startnummers hoger dan 32 en nieuwkomers)
- Drifttaxi voor VIPS

## De beoordeling
Het driften wordt beoordeeld door een jury. Degene die de beste show geeft haalt de meeste punten, het gaat erom hoe goed het eruitziet. Bij Twin Driften kun je maximaal 10 punten halen. De punten van jou en je tegenstander zijn opgeteld 10, er zijn veel combinaties mogelijk, zoals: 6-4, 5-5, 3-7. Na de tweede ronde worden de punten opgeteld, degene met het hoogst aantal punten wint. Tijdens de BIG Final op Raceway Venray tellen de punten dubbel omdat dit een race is voor het Belgisch kampioenschap en het Nederlands kampioenschap. 